# Comanși

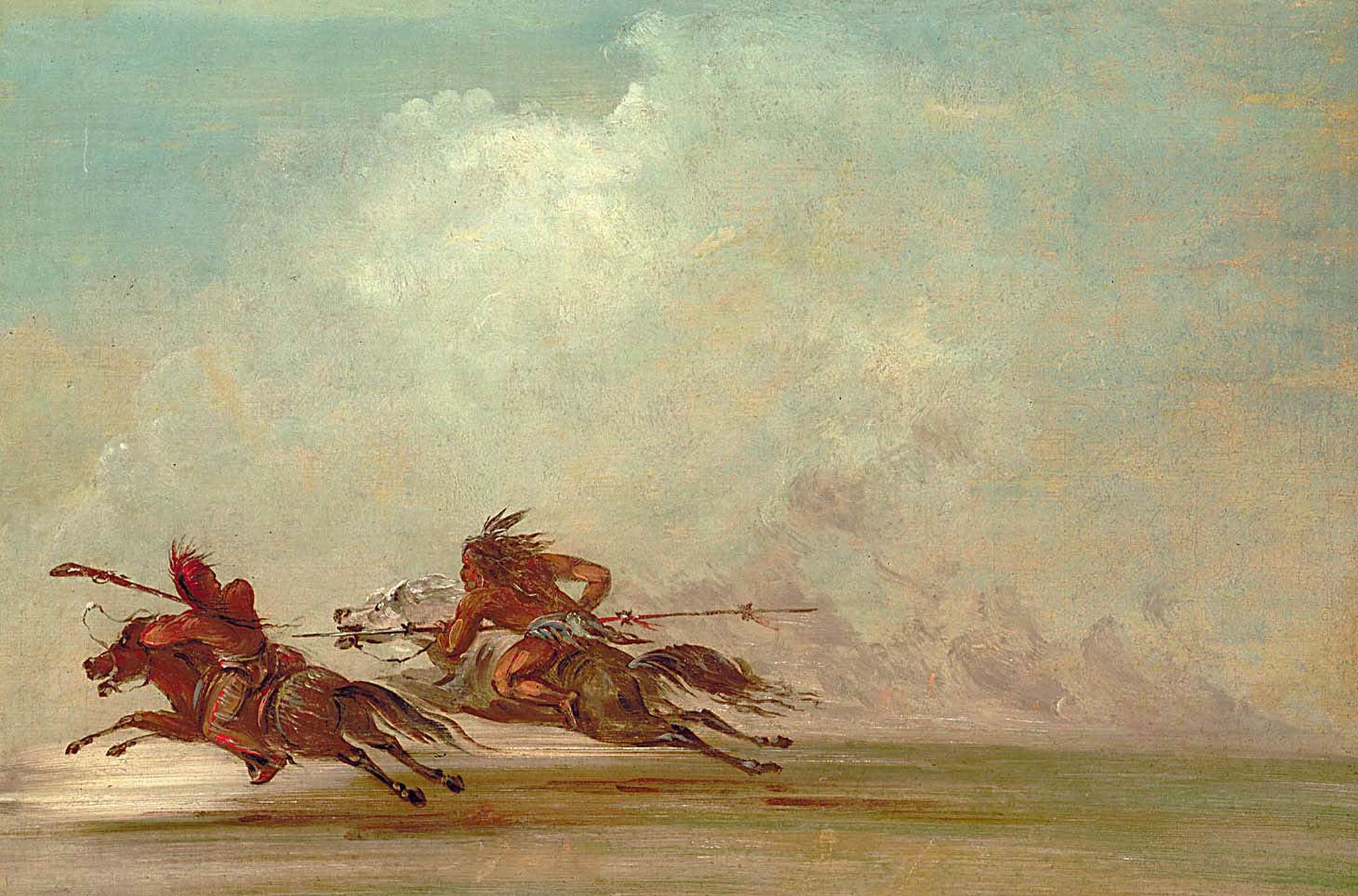
Război în Marile Câmpii: un comanș (la dreapta) încearcă să străpungă cu lancea un războinic din tribul osage. Tablou de George Catlin, 1834.

Comanșii sau Nʉmʉnʉʉ (în limba comanșă „oamenii” ) este un popor amerindian din Marea Câmpie a Statelor Unite actuale. Teritoriul lor istoric era format din cea mai mare parte a nord-vestului Texasului actual și din zonele adiacente din estul New Mexico, sud-estul Colorado, sud-vestul Kansasului, vestul Oklahomei și nordul statului mexican Chihuahua. În Statele Unite, guvernul recunoaște în mod federal poporul comanș ca națiunea comanșă, cu sediul în Lawton, Oklahoma.  Limba comanșă este o limbă numică a familiei uto-aztecane. A fost inițial un dialect shoshoni, dar s-a îndepărtat de-a lungul timpului pentru a deveni o limbă separată.
Comanșii au devenit tribul dominant în sudul Marii Câmpii în secolele al XVIII-lea și al XIX-lea. Aceștia sunt adesea caracterizați drept „Stăpânitorii Câmpiilor” și au dominat o zonă extinsă numită Comancheria de către coloniștii spanioli și mai târziu Mexicul independent. Puterea comanșilor se baza pe cai, negoț și raiduri. Trăiau pe baza turmelor enorme de bizoni din Marile Câmpii, pe care îi vânau pentru hrană și piei. După ce au adoptat utilizarea calului de la coloniștii spanioli din New Mexico, au devenit mai mobili și puteau vâna bizoni la distanțe mai mari. Au făcut negoț cu popoarele amerindiene vecine și cu coloniștii spanioli, francezi și americani.
Pe măsură ce europenii americani au invadat teritoriul lor, comanșii au purtat război cu ei și au atacat așezările lor, pe lângă cele ale popoarelor amerindiene. Luau prizonieri de război de la triburile mai slabe, folosindu-i ca sclavi sau vânzându-i coloniștilor spanioli și (mai târziu) mexicani. De asemenea, au luat mii de captivi din raidurile asupra coloniștilor spanioli, mexicani și americani, asimilându-i și încorporându-i în societatea comanșă.
Decimați de boli europene, de războaie și de americanii care se așezau în Comancheria, majoritatea comanșilor au fost forțați să accepte viața în rezervație. Câțiva au căutat refugiu la apașii-mescalero în New Mexico sau la kickapoo în Mexic. Un număr oarecare a revenit în sud-vestul american în anii 1890 și începutul anilor 1900.
În secolul al XXI-lea națiunea comanșă are 17.000 de membri, dintre care aproximativ 7.000 locuiesc în zonele jurisdicționale tribale din jurul orașelor Lawton și Fort Sill și în zonele înconjurătoare din sud-vestul Oklahomei. Dansul anual Comanche Homecoming are loc anual la Walters, Oklahoma, la mijlocul lunii iulie.
Autonimul comanșilor este nʉmʉnʉʉ, ceea ce înseamnă „oameni“ sau „popor“. Cea mai timpurie utilizare cunoscută a termenului „comanș” datează din 1706, din rapoartele oficialilor spanioli precum că comanșii se pregăteau să atace așezările îndepărtate ale pueblo din sudul Colorado. Spaniolii au adoptat un nume de origine ute pentru acest popor: kɨmantsi (inamic) și l-au adaptat la fonetica limbii lor proprii. Înainte de 1740 exploratorii francezi din est s-au referit uneori la comanși cu numele de padouca; era deja folosit pentru apașii Câmpiilor.